# Carrer de Provença
El carrer de Provença és un carrer de Barcelona als districtes de l'Eixample i Sant Martí. Des del 1865 al 1980 s'anomenava per la forma castellanitzada Provenza i en el Pla Cerdà era el carrer J. El nom Provença prové del comtat i en recordança de la unió de Provença i Catalunya, reflectit amb el casament de la comtessa Dolça de Provença amb el comte de Barcelona Ramon Berenguer III.
Sota aquest carrer, des del seu inici a la plaça dels Països Catalans fins a l'avinguda Diagonal, hi passa el túnel d'alta velocitat de Barcelona-Sants a la Sagrera. També passa sota del carrer de Provença el túnel de la línia 5 del metro de Barcelona, concretament des de l'avinguda Diagonal fins a l'estació de Sagrada Família, a la cruïlla amb l'avinguda de Gaudí.